# Calleur (danse)
 (juillet 2023).
Un calleur ou une calleuse est une personne qui annonce des figures de danse dans des danses telles que la danse en ligne, la danse carrée, la danse en rond et la contre danse. Le calleur peut être l'un des danseurs participants, bien que cela soit rare dans la danse traditionnelle moderne.

## Variations lors de la danse
En plus des pas planifié dans la chorégraphie choisie, le divertissement vient également des calleurs défiant les danseurs. Il existe de nombreuses techniques pour y parvenir. Cela peut être fait chorégraphiquement, par exemple, en mélangeant des appels de danse de manière inattendue ou inhabituelle, en faisant varier les schémas de danse attendus ou en suggérant des figures de formations inhabituelles et inattendues. Les calleurs peuvent également utiliser des gamiques tels que l'annonce d'une séquence courante et bien connue, puis prendre les danseurs au dépourvu en modifiant soudainement un câll attendu.
Si les calleurs font des erreurs ou oublient momentanément où ils en étaient, alors il est important de faire bouger les danseurs et de ramener les danseurs vers leurs partenaires ou de les ramener à la maison en douceur et ceci, sans que personne le remarque.

## La programmation
Généralement, les calleurs commencent la soirée lentement pour réchauffer les danseurs et leur donner la chance de réussir leur première danse. Ensuite, le tempo et la difficulté augmentent et culminent pendant la plupart des soirées. À la fin de la soirée, il y a généralement un numéro de danse plus lent  pour laisser les danseurs se détendre.

## Apprentissage du câll
Caller un set carrée occidental moderne nécessite un certain nombre de compétences et aptitudes différentes; devenir un calleur nécessite une formation - à la fois une formation pédagogique et une pratique "devant le microphone".
Certaines personnes croient que pour être calleur, il suffit de se tenir debout sur une plate-forme et de chanter le texte fourni sur une chanson de danse carrée ou d'annoncer une séquence pré-écrite de pas. Il faut d'avantage : une bonne oreille pour le rythme et le timing, une présence sur scène engageante et peut-être une voix chantante robuste.
Un calleur a deux rôles principaux :
- Professeur
- Calleur de danse

En tant qu'enseignant, le calleur doit mettre en œuvre ses compétences pédagogiques. Les compétences humaines sont aussi très importantes pour être à l'écoute de son auditoire.
Le calleur de danse, doit préparer le matériel chorégraphique et doit être capable de le livrer, que ce soit de mémoire, ou en utilisant des séquences écrites. Le matériel chorégraphique doit respecter un ensemble strict de règles chorégraphiques de base :
- Ramener les danseurs à leur partenaire d'origine
- Ramener les partenaires à la maison
- Et faites en sorte que les gens dansent en douceur et avec plaisir.

## Le Calleur de danses rondes
Le calleur, plutôt que d'être censé appeler une chorégraphie originale à la volée, devrait connaître de nombreuses danses (parfois longues) et diriger les danseurs à travers chacune d'elles en indiquant clairement et de manière appropriée le nom de chaque pas successif de la danse, juste à temps pour l'entendre avant la fin de la dernière étape. Souvent, le repérage se fait à partir de cartes qui énumèrent les étapes en notation abrégée. Repérer chaque pas avec le bon timing est souvent délicat, car certains pas de danse peuvent avoir des noms très longs. Parfois une série de pas rapides ont été placés ensemble, ce qui nécessite un discours rapide, tout en conservant une bonne diction.
Les calleurs de danses rondes ne sont pas censés ajouter de fioritures au chorégraphies. Au contraire, ils parlent plus doucement et aussi rapidement que possible pour permettre aux danseurs de profiter au maximum de la chanson. Les calleurs ne chantent pas non plus, sauf en de rares occasions. Étant plus calmes que la plupart des danses folkloriques et country, les danses rondes ne sont pas censées divertir; l'acte de danser est le principal divertissement.
On s'attend également à ce que les calleurs connaissent suffisamment bien les étapes des danses pour les enseigner. Parmi les rondes, quelques pièces sont connues d'une grande proportion de danseurs, mais c'est le travail d'un calleur d'introduire de nouvelles danses et de les enseigner.